# 戴英禄
戴英禄（20世纪—2023年3月14日），又名戴英录，男，祖籍山西徐沟，生于黑龙江呼兰，中国剧作家，一级编剧，中国戏剧家协会理事，中国戏剧文学会理事，享受国务院特殊津贴。

## 生平
戴英禄在抗日战争时期出生在时属满洲国的今黑龙江省呼兰县。1965年从黑龙江大学中文系毕业后，被分配至中华人民共和国文化部，在该部直属的中国京剧院从事戏剧创作，前后达三十余年，历任中国京剧院办公室副主任、艺术室主任、青年团团长、副院长。此后，他任中华人民共和国文化部艺术司副司长等职务。

## 作品
戴英禄曾先后参与或独立创编多部（多集）京剧、徽剧、广播剧等，还发表过多篇诗文。他还曾任西游记等电视剧的编剧。
- 京剧《蝶恋花》、《王昭君》、《李清照》、《玉树后庭花》、《北国红姑娘》、《贞观盛世》等
- 电视连续剧《西游记》、《乐昌公主》等

## 获奖
- 《贞观盛世》获第十五届“田汉戏剧奖”一等奖、第三届中国京剧艺术节“优秀编剧奖”、第十届“文华剧作奖”。[2]